# Calamotropa pulverivena
Calamotropa pulverivena är en fjärilsart som beskrevs av George Francis Hampson 1918. Calamotropa pulverivena ingår i släktet Calamotropa och familjen mott. Inga underarter finns listade i Catalogue of Life.